# García Fernández de León
García Fernández de León (1182-1184) fue un hijo natural del rey Fernando II de León y de Urraca López de Haro. 

## Orígenes familiares
Fue hijo del rey Fernando II de León y de su segunda esposa, la reina Urraca López de Haro. Por parte paterna eran sus abuelos Alfonso VII de León, el Emperador, y su esposa, la reina Berenguela de Barcelona. Sus abuelos maternos fueron Lope Díaz I de Haro, señor de Vizcaya, Haro y Nájera, y su esposa Aldonza Rodríguez.
Fue hermanastro del rey Alfonso IX de León, padre de Fernando III el Santo, rey de Castilla y León, y hermanastro del infante Sancho Fernández de León. 

## Biografía
Nació en el año 1182 fruto de la relación extramatrimonial del rey Fernando II de León con Urraca López de Haro.
Falleció en el año 1184, a los dos años de edad. De haber vivido tres años más, su condición de hijo natural habría dejado de existir debido al matrimonio de sus padres, que se desposaron en mayo de 1187.

## Sepultura
Después de su defunción, el cadáver de García Fernández de León recibió sepultura en el Panteón de Reyes de San Isidoro de León, en el que posteriormente sería sepultado su hermanastro, el infante Fernando de León, que falleció en el año 1187.

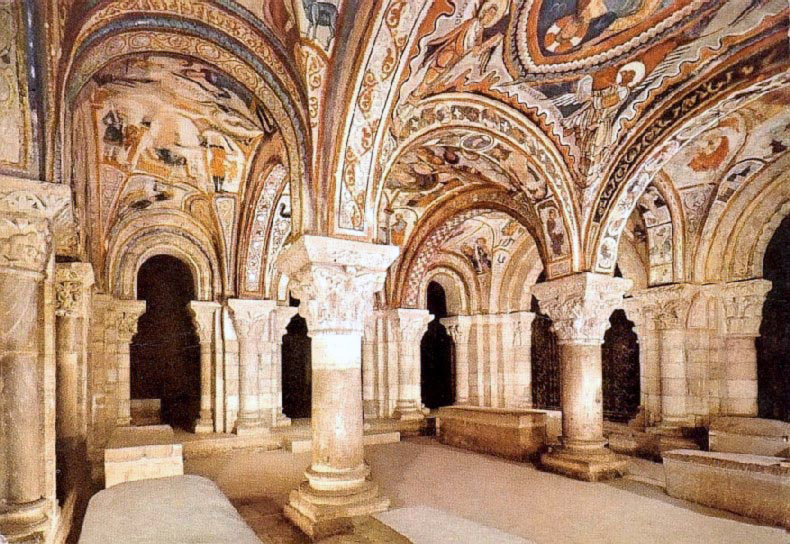
Panteón de Reyes de San Isidoro de León, donde se encuentra sepultado Fernando de León.

 En el sepulcro de piedra en el que fueron depositados los restos de García Fernández de León fue esculpido el siguiente epitafio latino:

HIC REQUIESCIT FAMULUS DEI GARSIA, FERNANDI REGIS FILIUS, QUI OBIIT Eª Mª CCª XXII.

Durante la Guerra de la Independencia, el Panteón de Reyes de San Isidoro de León quedó convertido en establo y, los cadáveres allí sepultados fueron extraídos de sus sepulcros por los soldados franceses y amontonados en un rincón, siendo después recogidos por los canónigos de la Colegiata y llevados a la iglesia de Santa Marina de León. Debido a la profanación de los sepulcros reales llevada a cabo durante la Guerra de la Independencia, resulta imposible en la actualidad el reconocimiento y la individualización de los restos de García Fernández de León, cuyos restos mortales yacen mezclados con los de los otros personajes reales allí sepultados, exceptuando a varios individuos, cuyos cadáveres han sido identificados y se conservan incorruptos, caso del infante Fernando de León, hermanastro de García Fernández, o el de su tía-abuela, la infanta Sancha Raimúndez, hija de la reina Urraca I de Castilla y León y hermanastra de Alfonso VII el Emperador.